# De Technicolor Tijdmachine
De Technicolor Tijdmachine (Engels: The Technicolor Time Machine) is een sciencefictionroman van de Amerikaanse schrijver Harry Harrison. Het origineel verscheen eerst onder de werktitel The Time Machined Saga in feuilletonvorm in Analog science fiction and fact (maart 1967-mei 1967). Het aangesneden onderwerp is tijdreizen. In de zomer van 1969 werd het door uitgeverij Het Spectrum uitgegeven in hun serie Prisma Pockets 1381 tegen een kostprijs van 2,50 gulden.
Een middelmatig filmregisseur Hendrickson ziet dat hij zijn film niet op tijd af krijgt, waarna ontslag dreigt. Hij gaat in zee met een wetenschapper die zojuist een vremeatron heeft uitgevonden; een tijdmachine. Na enkele testen laat Hendrickson zijn gehele cast naar het verleden verplaatsen om de ontdekking van Noord-Amerika te filmen. Hem is duidelijk geworden dat niet Christoffel Columbus het werelddeel heeft ontdekt, maar de Vikingen, die Vinland stichtten rond het jaar 1000. Bij een eerste proef, die ze op de Orkney-eilanden houden treffen ze de Viking Ottar aan. Deze nemen ze mee naar de tegenwoordige tijd, waarna het gehele gezelschap overgezet wordt naar 1006 op Newfoundland. De beoogde hoofdrolspelers leggen het al snel af tegen Ottar. Ottar blijkt goedkoper, want hij wil alleen betaald worden in flessen Jack Daniel's. Er wordt volop door de tijd gereisd: als bijvoorbeeld de actiescènes het filmscript inhalen, trekt de scenarist zich terug in een andere tijd etc. Bovendien blijkt filmen zelf ook een soort tijdreis te zijn; de scènes worden zelden in chronologische volgorde vastgelegd. Ook de postproductie vindt middels een tijdreis plaats.
In het laatste deel van de roman komt Harrison met de weerlegging van de tijdparadox. De Noorse saga's vertellen over ene Thorfinn Karlsefni, maar deze werd door de filmcrew niet aangetroffen. Als Ottar die naam hoort, maakt hij de filmers erop attent dat zijn oorspronkelijke naam Thorfinn Karlsefni luidt. Even later ontdekt men dat Snorri Þorfinnsson, stamvader van IJslanders, vermoedelijk de zoon is van de hoofdrolspeelster; hij draagt de naam Snorri vanwege zijn gesnurk. De naam van een andere bekende Viking Bjarni Herjólfsson lijkt een verbastering te zijn van Barney Hendrickson.
De filmstudio is dankzij de film gered en stelt voor een nieuwe tijdreisfilm te maken in dit geval over het leven van Jezus Christus, waarvoor de gehele cast moet verhuizen naar de 1e eeuw na Christus. Hendrickson ziet dat vooralsnog niet zitten.